# Fluminaria pinifolia
 Fluminaria pinifolia   (N.E.Br.) N.G.Berg., 2017  è una specie di pianta angiosperma dicotiledone della famiglia delle Asteraceae (sottofamiglia Asteroideae).  Fluminaria pinifolia è anche l'unica specie del genere  Fluminaria  N.G.Berg., 2017.

## Etimologia
Il nome del genere (Fluminaria) deriva dalla vicinanza di questa specie ai corsi d'acqua alpini. L'epiteto specifico (pinifolia) indica che le foglie sono simili a quelle dei pini (aghiformi).
Il nome scientifico della specie è stato definito dai botanici Nicholas Edward Brown (1849-1934) e Nicola Georgina Bergh nella pubblicazione " Taxon; Official News Bulletin of the International Society for Plant Taxonomy. Utrecht" (Taxon 66(6): 1434) del 2017. Il nome scientifico del genere è stato definito nella stessa pubblicazione.

## Descrizione
Habitus. La specie di questa voce ha un habitus di tipo arbustivo. I cauli di queste piante sono provvisti del floema, ma non di canali resiniferi; mentre i sesquiterpeni lattoni sono normalmente assenti (piante senza lattice).
Fusto. La parte aerea in genere è eretta, semplice o scarsamente ramosa. Gli steli sono nudi nella parte basale. Altezza massima: 1 metro.
Foglie. Le foglie in genere sono disposte in modo alternato (raccolte soprattutto verso gli apici del fusto) e sono sessili. La lamina è intera con forme subulate strettamente lineari (abassialmente sono concave) e apice acuto. I margini sono continui e non sono revoluti, ma recanti piccole setole simili a denti (ispide al tatto). Il colore delle foglie è verde brillante e sono glabre su tutta la superficie. Dimensione delle foglie: lunghezza 30 mm; larghezza 2,5 mm.
Infiorescenza. Le sinflorescenze sono scapose (capolini solitari). Le infiorescenze vere e proprie sono formate da un capolino terminale peduncolato (i peduncoli sono verdastri e pubescenti) di tipo discoide (con fiori omogami) o disciforme (con fiori eterogami). I capolini sono formati da un involucro, con forme turbinate, composto da diverse brattee, al cui interno un ricettacolo fa da base ai fiori. Le brattee, glabre o pelose a consistenza cartacea, sono disposte in modo più o meno embricato su più serie e possono essere connate alla base (il stereoma è verde e glabro);  talora possono avere un margine ialino. Il ricettacolo è nudo ossia senza pagliette a protezione della base dei fiori (raramente quest'ultime sono presenti); la forma è convessa, piatta, conica o colonnare. Lunghezza dei peduncoli: 15 – 100 mm. Dimensione dell'involucro: 10 x 6 mm.
Fiori.  I fiori sono tetra-ciclici (formati cioè da 4 verticilli: calice – corolla – androceo – gineceo) e pentameri (calice e corolla formati da 5 elementi). Sono inoltre tubulosi, attinomorfi e si distinguono in:
- fiori del disco esterni: sono molti su 1 – 3 serie e di tipo sub-radiato; sono femminili e filiformi; il tubo è scarsamente ghiandoloso;
- fiori del disco centrali: sono pochi; sono ermafroditi; la forma è strettamente campanulata.

In questo gruppo di piante i fiori radiati (ligulati o del raggio) sono assenti; a volte sono confusi con i fiori femminili (tubulosi) del disco esterno più o meno sub-zigomorfi con un lembo piatto e possono essere interpretati come fiori del raggio.
- Formula fiorale:

*/x K {\displaystyle \infty }, [C (5), A (5)], G 2 (infero), achenio
- Calice: i sepali del calice sono ridotti ad una coroncina di squame.
- Corolla: la forma della corolla normalmente è tubolare con 5 lobi (raramente 4); i lobi hanno una forma deltata o più o meno lanceolata. I colori della corolla sub-ligulata sono: bianca di sopra e rosa o violaceo di sotto.
- Androceo: l'androceo è formato da 5 stami sorretti da filamenti generalmente liberi; gli stami sono connati e formano un manicotto circondante lo stilo; le teche (produttrici del polline) sono prive di sperone, ma hanno la coda (una sola); le appendici apicali delle antere hanno delle forme da ovate a lineari e piatte; il tessuto endoteciale (rivestimento interno dell'antera) è quasi sempre polarizzato (con due superfici distinte: una verso l'esterno e una verso l'interno). Il polline è di tipo echinato (con punte sporgenti) a forma sferica è formato inoltre da due strati di ectesine, mentre lo strato basale è spesso e regolarmente perforato (tipo “gnafaloide”).[8]
- Gineceo: l'ovario è infero uniloculare formato da 2 carpelli. Lo stilo (il recettore del polline) è intero o biforcato con due stigmi nella parte apicale. Gli stigmi hanno una forma variabile da subtroncata a ottusa; possono essere ricoperti da minute papille o avere dei penicilli apicali. Le superfici stigmatiche sono separate.[8]

Frutti. I frutti sono degli acheni con pappo. Gli acheni sono piccoli a forma variabile strettamente oblunga; la superficie è ricoperta di peli; il pericarpo può essere percorso longitudinalmente da 3 fasci vascolari (o costolature lunghe fino a 3 mm). Il pappo in genere ridotto, è formato da 12 setole capillari (piumose o barbate), alternate a squame molto corte e delicate.

## Biologia
Impollinazione: l'impollinazione avviene tramite insetti (impollinazione entomogama tramite farfalle diurne e notturne).

Riproduzione: la fecondazione avviene fondamentalmente tramite l'impollinazione dei fiori (vedi sopra).

Dispersione: i semi (gli acheni) cadendo a terra sono successivamente dispersi soprattutto da insetti tipo formiche (disseminazione mirmecoria). In questo tipo di piante avviene anche un altro tipo di dispersione: zoocoria. Infatti gli uncini delle brattee dell'involucro (se presenti) si agganciano ai peli degli animali di passaggio disperdendo così anche su lunghe distanze i semi della pianta. Inoltre per merito del pappo il vento può trasportare i semi anche a distanza di alcuni chilometri (disseminazione anemocora).

## Distribuzione e habitat
La specie di questa voce è distribuita in Africa meridionale (KwaZulu-Natal e Lesotho). L'habitat preferito sono le rive dei corsi d'acqua a quote superiori di 1.200 metri.

## Tassonomia
La famiglia di appartenenza di questa voce (Asteraceae o Compositae, nomen conservandum) probabilmente originaria del Sud America, è la più numerosa del mondo vegetale, comprende oltre 23.000 specie distribuite su 1.535 generi, oppure 22.750 specie e 1.530 generi secondo altre fonti (una delle checklist più aggiornata elenca fino a 1.679 generi). La famiglia attualmente (2021) è divisa in 16 sottofamiglie; la sottofamiglia Asteroideae è una di queste e rappresenta l'evoluzione più recente di tutta la famiglia.

### Filogenesi
Il genere di questa specie è descritto nella tribù Gnaphalieae (una delle 21 tribù della sottofamiglia Asteroideae) e in particolare nella sottotribù Relhaniinae. Da un punto di vista filogenetico, la tribù Gnaphalieae fa parte del supergruppo (o sottofamiglia) "Asteroideae grade"; l'altro è il supergruppo "Non-Asteroideae" contenente il resto delle sottofamiglie delle Asteraceae. All'interno del supergruppo è vicina alle tribù Senecioneae, Calenduleae, Astereae e Anthemideae.
La sottotribù Relhaniinae (Relhania Clade) è un gruppo formalmente riconosciuto appartenente alla grande tribù delle Gnaphalieae. La sua posizione è "basale" ed è "sorella" al resto della tribù. La sottotribù è caratterizzata dall'avere un pappo ridotto, le foglie con pubescenza adassiale (la parte abassiale è ricoperta da ghiandole puntate) e solcate, i capolini solitari e i cromosomi diploidi con numero 14. Relhaniinae, da un punto di vista filogenetico, è divisa in due cladi. Il genere di questa voce appartiene al secondo clade caratterizzato da foglie intere e prive di denti. Il secondo clade è formato da due subcladi: "Arrowsmithia/Macowania Clade" con i generi Arrowsmithia, Fluminaria (con foglie revolute e generalmente ricoperte di feltro bianco abassialmente) e il "Cape Clade" con i generi Leysera, Nestlera, Oedera e Rhynchopsidium  (foglie evolventi o raramente con margini piatti e di solito ricoperte di feltro bianco adassialmente).
Il cladogramma seguente, tratto dallo studio citato e semplificato, mostra una possibile configurazione filogenetica della sottotribù evidenziando la posizione del genere di questa voce.
|  | Fluminaria   |
|  |              |
|  | Arrowsmithia |
|  |              |

|  | Nestlera                                                   |
|  |                                                            |
|  | \| \| Rhynchopsidium \| \| \| \| \| \| Leysera \| \| \| \| |
|  |                                                            |
|  | Rhynchopsidium                                             |
|  |                                                            |
|  | Leysera                                                    |
|  |                                                            |

|  | Rhynchopsidium |
|  |                |
|  | Leysera        |
|  |                |

|  | Nestlera                                                   |
|  |                                                            |
|  | \| \| Rhynchopsidium \| \| \| \| \| \| Leysera \| \| \| \| |
|  |                                                            |
|  | Rhynchopsidium                                             |
|  |                                                            |
|  | Leysera                                                    |
|  |                                                            |

|  | Rhynchopsidium |
|  |                |
|  | Leysera        |
|  |                |

|  | Fluminaria   |
|  |              |
|  | Arrowsmithia |
|  |              |

|  | Nestlera                                                   |
|  |                                                            |
|  | \| \| Rhynchopsidium \| \| \| \| \| \| Leysera \| \| \| \| |
|  |                                                            |
|  | Rhynchopsidium                                             |
|  |                                                            |
|  | Leysera                                                    |
|  |                                                            |

|  | Rhynchopsidium |
|  |                |
|  | Leysera        |
|  |                |

|  | Nestlera                                                   |
|  |                                                            |
|  | \| \| Rhynchopsidium \| \| \| \| \| \| Leysera \| \| \| \| |
|  |                                                            |
|  | Rhynchopsidium                                             |
|  |                                                            |
|  | Leysera                                                    |
|  |                                                            |

|  | Rhynchopsidium |
|  |                |
|  | Leysera        |
|  |                |

|  | Fluminaria   |
|  |              |
|  | Arrowsmithia |
|  |              |

|  | Nestlera                                                   |
|  |                                                            |
|  | \| \| Rhynchopsidium \| \| \| \| \| \| Leysera \| \| \| \| |
|  |                                                            |
|  | Rhynchopsidium                                             |
|  |                                                            |
|  | Leysera                                                    |
|  |                                                            |

|  | Rhynchopsidium |
|  |                |
|  | Leysera        |
|  |                |

|  | Nestlera                                                   |
|  |                                                            |
|  | \| \| Rhynchopsidium \| \| \| \| \| \| Leysera \| \| \| \| |
|  |                                                            |
|  | Rhynchopsidium                                             |
|  |                                                            |
|  | Leysera                                                    |
|  |                                                            |

|  | Rhynchopsidium |
|  |                |
|  | Leysera        |
|  |                |

|  | Fluminaria   |
|  |              |
|  | Arrowsmithia |
|  |              |

|  | Nestlera                                                   |
|  |                                                            |
|  | \| \| Rhynchopsidium \| \| \| \| \| \| Leysera \| \| \| \| |
|  |                                                            |
|  | Rhynchopsidium                                             |
|  |                                                            |
|  | Leysera                                                    |
|  |                                                            |

|  | Rhynchopsidium |
|  |                |
|  | Leysera        |
|  |                |

|  | Nestlera                                                   |
|  |                                                            |
|  | \| \| Rhynchopsidium \| \| \| \| \| \| Leysera \| \| \| \| |
|  |                                                            |
|  | Rhynchopsidium                                             |
|  |                                                            |
|  | Leysera                                                    |
|  |                                                            |

|  | Rhynchopsidium |
|  |                |
|  | Leysera        |
|  |                |

|  | Fluminaria   |
|  |              |
|  | Arrowsmithia |
|  |              |

|  | Nestlera                                                   |
|  |                                                            |
|  | \| \| Rhynchopsidium \| \| \| \| \| \| Leysera \| \| \| \| |
|  |                                                            |
|  | Rhynchopsidium                                             |
|  |                                                            |
|  | Leysera                                                    |
|  |                                                            |

|  | Rhynchopsidium |
|  |                |
|  | Leysera        |
|  |                |

|  | Nestlera                                                   |
|  |                                                            |
|  | \| \| Rhynchopsidium \| \| \| \| \| \| Leysera \| \| \| \| |
|  |                                                            |
|  | Rhynchopsidium                                             |
|  |                                                            |
|  | Leysera                                                    |
|  |                                                            |

|  | Rhynchopsidium |
|  |                |
|  | Leysera        |
|  |                |

|  | Fluminaria   |
|  |              |
|  | Arrowsmithia |
|  |              |

|  | Nestlera                                                   |
|  |                                                            |
|  | \| \| Rhynchopsidium \| \| \| \| \| \| Leysera \| \| \| \| |
|  |                                                            |
|  | Rhynchopsidium                                             |
|  |                                                            |
|  | Leysera                                                    |
|  |                                                            |

|  | Rhynchopsidium |
|  |                |
|  | Leysera        |
|  |                |

|  | Nestlera                                                   |
|  |                                                            |
|  | \| \| Rhynchopsidium \| \| \| \| \| \| Leysera \| \| \| \| |
|  |                                                            |
|  | Rhynchopsidium                                             |
|  |                                                            |
|  | Leysera                                                    |
|  |                                                            |

|  | Rhynchopsidium |
|  |                |
|  | Leysera        |
|  |                |

|  | Fluminaria   |
|  |              |
|  | Arrowsmithia |
|  |              |

|  | Nestlera                                                   |
|  |                                                            |
|  | \| \| Rhynchopsidium \| \| \| \| \| \| Leysera \| \| \| \| |
|  |                                                            |
|  | Rhynchopsidium                                             |
|  |                                                            |
|  | Leysera                                                    |
|  |                                                            |

|  | Rhynchopsidium |
|  |                |
|  | Leysera        |
|  |                |

|  | Nestlera                                                   |
|  |                                                            |
|  | \| \| Rhynchopsidium \| \| \| \| \| \| Leysera \| \| \| \| |
|  |                                                            |
|  | Rhynchopsidium                                             |
|  |                                                            |
|  | Leysera                                                    |
|  |                                                            |

|  | Rhynchopsidium |
|  |                |
|  | Leysera        |
|  |                |

|  | Fluminaria   |
|  |              |
|  | Arrowsmithia |
|  |              |

|  | Nestlera                                                   |
|  |                                                            |
|  | \| \| Rhynchopsidium \| \| \| \| \| \| Leysera \| \| \| \| |
|  |                                                            |
|  | Rhynchopsidium                                             |
|  |                                                            |
|  | Leysera                                                    |
|  |                                                            |

|  | Rhynchopsidium |
|  |                |
|  | Leysera        |
|  |                |

|  | Nestlera                                                   |
|  |                                                            |
|  | \| \| Rhynchopsidium \| \| \| \| \| \| Leysera \| \| \| \| |
|  |                                                            |
|  | Rhynchopsidium                                             |
|  |                                                            |
|  | Leysera                                                    |
|  |                                                            |

|  | Rhynchopsidium |
|  |                |
|  | Leysera        |
|  |                |

I caratteri distintivi della specie  Fluminaria pinifolia sono:
- la forma delle foglie è stretta, lineare-subulata, larghe 2,5 mm;
- i margini fogliari sono interi ma provvisti di setole fini;
- le ligule dei fiori periferici sono bianche di sopra e rosa di sotto.

### Sinonimi
Sono elencati alcuni sinonimi per questa entità:
- Athrixia pinifolia N.E.Br., 1895
- Macowania pinifolia  (N.E.Br.) Kroner, 1980